# Владимир Родимушкин
Владимир Родимушкин  (рус. Владимир Александрович Родимушкин; Москва, 22. децембар 1921 — ? 15. јануар 1986) био је совјетски веслачки репрезентативац, члан Веслачког клуба Крила Совјетов из Москве. Најчешће је веслао у саставу осмерца.
Учествовао је на Летњим олимпијским играма 1952. са осмерцем СССР. Освојили су сребрну медаљу иза осмерца САД.
Совјетски осмерац је веслао у саставу: Јевгениј Браго, Владимир Родимушкин, Алексеј Комаров, Игор Борисов, Слава Амирагов, Леонид Гисен, Јевгениј Самсонов, Владимр Крјуков и Игор Пољаков.